# Gramercy
Gramercy és una població dels Estats Units a l'estat de Louisiana. Segons el cens del 2000 tenia 3.066 habitants.

## Demografia
Segons el cens del 2000, Gramercy tenia 3.066 habitants, 1.090 habitatges, i 833 famílies. La densitat de població era de 571,9 habitants/km².
Dels 1.090 habitatges en un 35% hi vivien nens de menys de 18 anys, en un 53,4% hi vivien parelles casades, en un 18,1% dones solteres, i en un 23,5% no eren unitats familiars. En el 20,8% dels habitatges hi vivien persones soles el 7,9% de les quals corresponia a persones de 65 anys o més que vivien soles. El nombre mitjà de persones vivint en cada habitatge era de 2,81 i el nombre mitjà de persones que vivien en cada família era de 3,27.
Per edats la població es repartia de la següent manera: un 28,6% tenia menys de 18 anys, un 7,5% entre 18 i 24, un 30% entre 25 i 44, un 21,1% de 45 a 60 i un 12,7% 65 anys o més.
L'edat mediana era de 35 anys. Per cada 100 dones de 18 o més anys hi havia 89,4 homes.
La renda mediana per habitatge era de 33.824 $ i la renda mediana per família de 39.350 $. Els homes tenien una renda mediana de 39.013 $ mentre que les dones 22.750 $. La renda per capita de la població era de 14.040 $. Entorn del 17,4% de les famílies i el 21,3% de la població estaven per davall del llindar de pobresa.

## Poblacions més properes
El següent diagrama mostra les poblacions més properes.